# Susanna Margaretha Frisching

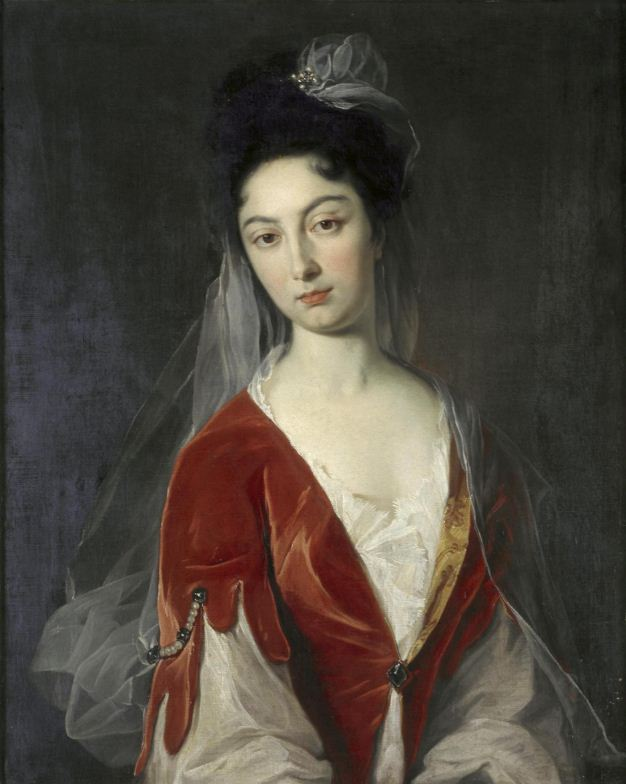
Susanna Margaretha Frisching, Johann Rudolf Huber zugeschriebenes Bildnis (1706)

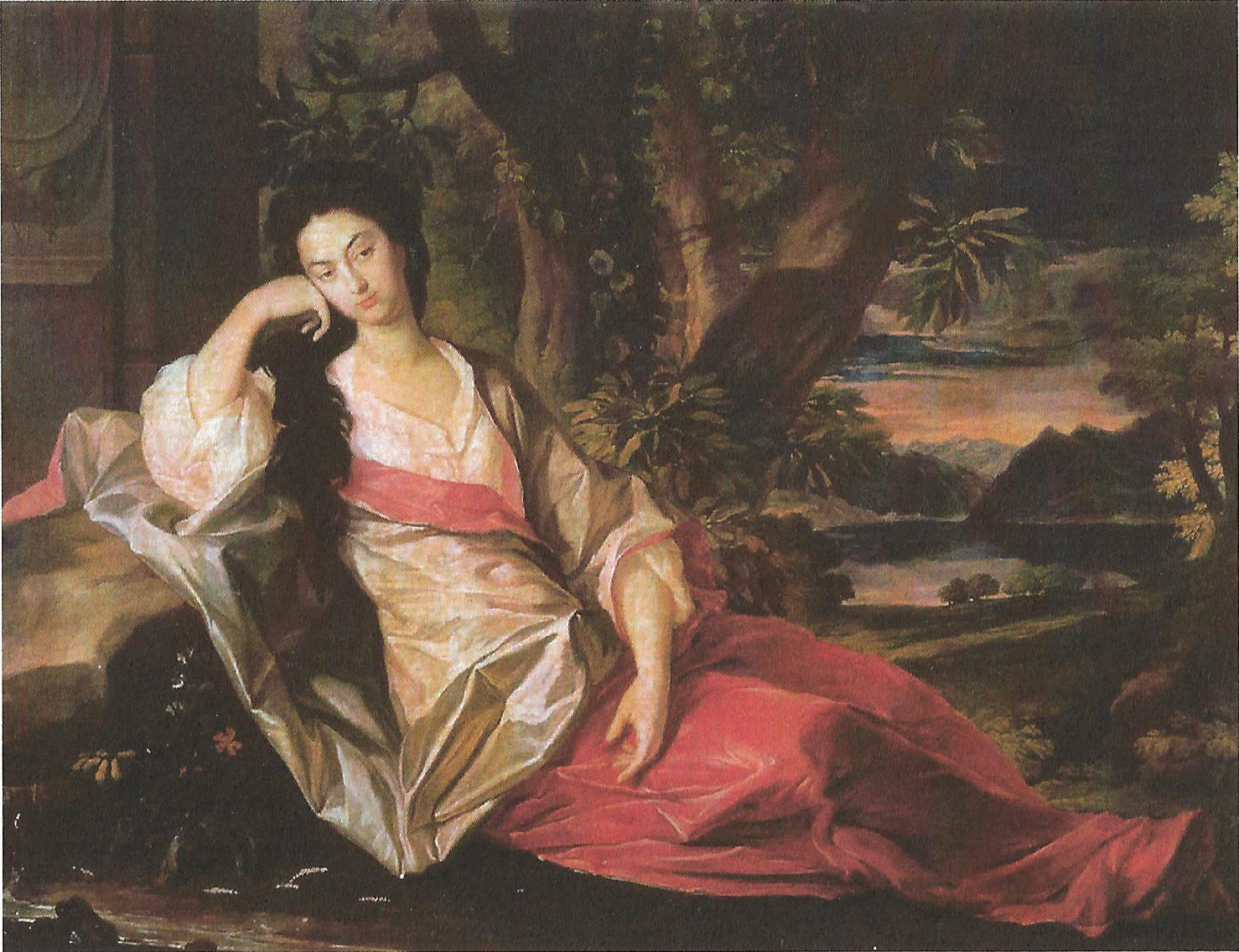
Susanna Margaretha Frisching, Bildnis von Johann Rudolf Huber (1705)

Susanna Margaretha Frisching (getauft 17. Dezember 1680; gestorben 13. Juli 1740) war eine Berner Patrizierin.

## Leben
Susanna Margaretha kam als Tochter des Beat Ludwig Stürler und der Anna Stürler zur Welt. Sie war eine Enkelin des Johannes Stürler und der Maria von Bonstetten. Sie gehörte damit dem Waadtländer Familienzweig von Serraux an. Susanna Margaretha Stürler heiratete 1701 Johann Frisching, ihre Schwester Anna Maria Stürler war seit 1694 mit dessen Bruder Gabriel Frisching verheiratet. Am 18. November 1700 war sie für die Tochter ihrer Schwester namensgebende Taufpatin. Johann Frisching war ebenfalls Taufpate. Johann Frisching gelangte 1701 in den Grossen Rat der Stadt Bern, war in den Jahren 1711 bis 1717 Landvogt in Morges, Mitglied des Kleinen Rats und Venner zu Metzgern. In der Berner Bankenkrise verlor er 1720 mehr als 5000 Kronen und musste in der Folge seinen Anteil an der Herrschaft Rümligen an seinen Bruder Samuel verkaufen. Johann Frisching verstarb 1726 in Pisa auf einer Gesandtschaftsreise nach Rom.
Susanna Margaretha Frisching liess sich durch Robert Gardelle und Johann Rudolf Huber porträtieren. Philibert d’Herwarth, englischer Ministerresident in Bern, bestellte bei Huber 1703 ein Porträt von ihr. Insgesamt wurde sie von Huber vier Mal porträtiert. 1705 entstand ein Porträt, welches Susanna Margaretha lebensgross in einer Landschaft darstellt. Der Maler notierte in seinem Werkregister: «H[er]r Haubtmann Früschings Frau Liebste gantz lebens gross».
Für die Jahre 1727 bis 1737 ist zwischen ihr und einem Georges Henry Monnier ein Rechtsstreit um eine Obligation belegt.